# Sphegigaster shica
Sphegigaster shica är en stekelart som beskrevs av Huang 1990. Sphegigaster shica ingår i släktet Sphegigaster och familjen puppglanssteklar. Inga underarter finns listade i Catalogue of Life.